# Saarde (gemeente)
Saarde (Estisch: Saarde vald) is een gemeente in de Estische provincie Pärnumaa. De gemeente telde 4.393 inwoners op 1 januari 2023 en heeft een oppervlakte van 1.064,80 vierkante kilometer.
In 2005 werd de landgemeente uitgebreid met de stad Kilingi-Nõmme, die tot dan toe een afzonderlijke stadsgemeente had gevormd, en het grondgebied van de gemeente Tali. Kilingi-Nõmme was vanaf dat moment de hoofdplaats van de gemeente Saarde. In 2017 volgde een verdere uitbreiding met het grondgebied van de gemeente Surju. Saarde gebruikt sindsdien nog steeds het wapen dat de gemeente al had, maar de vlag van Surju.
Saarde heeft één zustergemeente: het Zweedse Heby.

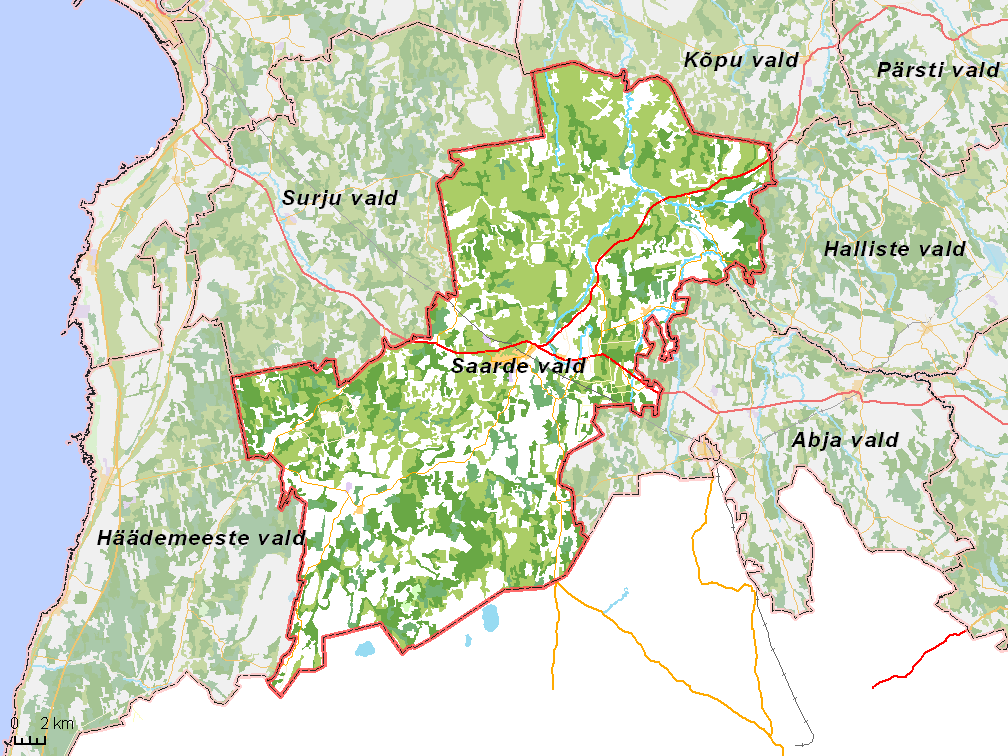
De gemeente met omliggende gemeenten, situatie begin 2017

## Plaatsen
De gemeente telt:
- één stad (Estisch: linn): Kilingi-Nõmme;
- één plaats met de status van vlek (Estisch: alevik): Tihemetsa;
- 36 dorpen (Estisch: küla): Allikukivi, Ilvese, Jaamaküla, Jäärja, Kalda, Kalita, Kamali, Kanaküla, Kärsu, Kikepera, Kõveri, Lähkma, Laiksaare, Lanksaare, Leipste, Lodja, Marana, Marina, Metsaääre, Mustla, Oissaare, Pihke, Rabaküla, Reinse, Reinu, Ristiküla, Saarde, Saunametsa, Sigaste, Surju, Tali, Tõlla, Tuuliku, Väljaküla, Veelikse, Viisireiu.

Stadsgemeente: Pärnu

Landgemeenten: Häädemeeste · Kihnu · Lääneranna · Põhja-Pärnumaa · Saarde · Tori